# Gabrielle D. Clements

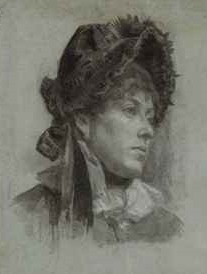
Ellen Day Hales Portrait zeigt möglicherweise Gabrielle Clements (1883)

Gabrielle de Veaux Clements (geboren 11. September 1858 in Philadelphia; gestorben 26. März 1948 in Folly Cove, Cape Ann, Massachusetts) war eine US-amerikanische Malerin und Grafikerin.

## Leben
Gabrielle de Veaux Clements studierte ab 1875 Kunst an der Philadelphia School of Design for Women. Sie schloss 1880 ein Studium an der Cornell University als B.A. ab. 1880 bis 1883 studierte sie Malerei bei Thomas Eakins und Radierung bei Stephen Parrish an der Pennsylvania Academy of the Fine Arts. 1884/85 hielt sie sich bei William Adolphe Bouguereau und Tony Robert-Fleury an der Académie Julian in Paris auf. 
Sie schuf Wandmalereien, porträtierte und schuf Ansichtsstiche aus Baltimore und Maryland, aus den von ihr bereisten Ländern in Europa, aus Algier und Palästina. Clements unterrichtete in Philadelphia, am Bryn Mawr College in Baltimore und in ihrem Atelier. Ab 1883 lebte sie zusammen mit der Malerin Ellen Day Hale. 
1895 erhielt sie den Mary Smith Prize.

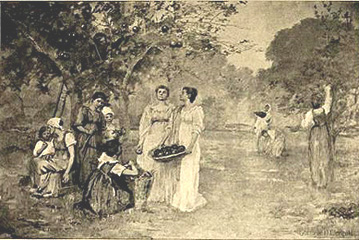
Ernte, 1893
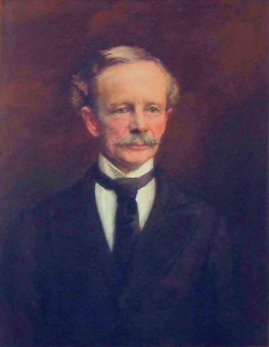
George William Brown, 1901
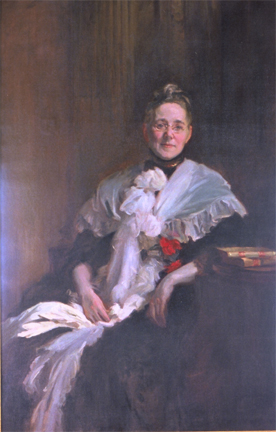
Mary Garrett, 1917
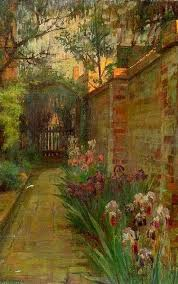
Gartenweg, 1919
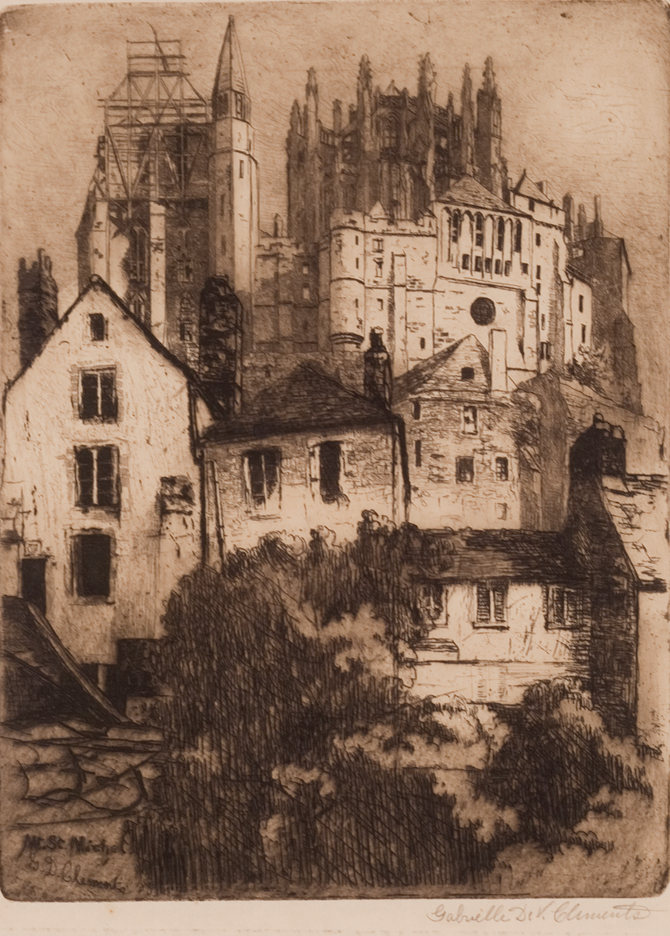
Mont-Saint-Michel, 1885
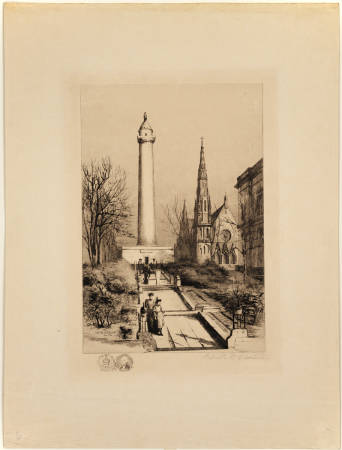
Washington Monument (Baltimore), 1896